# Autoridades derrubadas pelo escândalo dos sanguessugas
A seguir, uma lista de pessoas ou autoridades que perderam seus cargos em consequência do escândalo das sanguessugas - também chamado  escândalo das ambulâncias. A ação penal relacionada à máfia dos sanguessugas tramita na Justiça Federal do Mato Grosso.

## 2006

### Maio
1. Maria da Penha Linho, assessora do Ministério da Saúde, presa em 4 de maio, juntamente com 43 outras pessoas acusadas de envolvimento com o caso das vendas fraudulentas das ambulâncias investigado pela Polícia Federal na Operação Sanguessuga. A funcionária é acusada de advocacia administrativa, corrupção passiva, crime contra a ordem tributária, fraude em licitação, lavagem de dinheiro e formação de quadrilha. Foi solta em 20 de junho.
2. Jairo Langoni de Carvalho, assessor do Ministério da Saúde, Carvalho foi acusado de corrupção passiva, crime contra a ordem tributária, fraude em licitação, lavagem de dinheiro, advocacia administrativa e formação de quadrilha.
3. Carlos Rodrigues, mais conhecido como Bispo Rodrigues. Em fevereiro de 2004, perdeu cargo de bispo da Igreja Universal do Reino de Deus, após se envolver com o caso Waldomiro Diniz, também conhecido como escândalo dos bingos. Em outubro de 2005, renunciou o cargo de deputado, após se envolver com o mensalão. No dia 4 de maio de 2006, apresentou-se à Polícia Federal, para evitar prisão em flagrante, durante a Operação Sanguessuga. Foi um dos dois ex-deputados presos durante a Operação Sanguessuga (o outro foi Ronivon Santiago). Em diálogo gravado, um funcionário do empresário Darci Vedoin, líder da quadrilha, revela que deu 9.000 reais ao deputado. Horas depois da prisão, o PL expulsou Rodrigues do partido. Ele foi acusado de corrupção passiva, fraude em licitação e formação de quadrilha. A escuta fundamentou o pedido de prisão contra ele. Em 24 de maio, Rodrigues entrou com recurso, para responder ao processo em liberdade, direito que foi estendido aos outros 43 presos durante a operação. Mas, no dia seguinte, em menos de 24 horas, a presidenta do STJ, Ellen Gracie, revogou o alvará da soltura de todos os acusados.[1] Rodrigues se entregou no dia 25 de maio. Em 2009, Rodrigues voltou a trabalhar para a Igreja Universal.
4. Ronivon Santiago, ex-deputado que, em 1997, já tinha sido envolvido no escândalo de pagamento aos parlamentares para aprovarem no Congresso Nacional a emenda constitucional que permitiu a reeleição dos ocupantes de cargos no Poder Executivo. Foi preso com outras 43 pessoas no dia 4 de maio, acusado de corrupção passiva, lavagem de dinheiro, crime contra ordem tributária e formação de quadrilha. Ronivon admitiu ter recebido dinheiro do esquema dos sanguessugas, mas disse que eram doações eleitorais legais. Quando foi preso pela PF, já não era mais deputado. Havia deixado a casa em 2005, cassado por comprar votos na eleição de 2002. No caso dos sanguessugas, é réu por formação de quadrilha.[2]
5. Marcelo Cardoso Carvalho, assessor do senador Ney Suassuna (PMDB-PB), detido pela Polícia Federal durante a Operação Sanguessuga, em 4 de maio, acusado de corrupção passiva, crime contra ordem tributária, fraude em licitação, lavagem de dinheiro e formação de quadrilha.
6. Adarildes Costa, assessor do deputado Pastor Pedro Ribeiro (PMDB-CE), foi detido pela Polícia Federal na Operação Sanguessuga, também no dia 4 de maio. Ele é acusado de corrupção passiva, crime contra a ordem tributária, lavagem de dinheiro e formação de quadrilha.
7. Cristiano de Souza Bernardo, assessor do deputado Vieira Reis (PRB-RJ), detido pela Polícia Federal na Operação Sanguessuga, também no dia 4 de maio. É acusado de fraude em licitação, corrupção passiva e formação de quadrilha.
8. Roberto Arruda de Miranda, funcionário do Ministério do Desenvolvimento, cedido ao gabinete do senador Ney Suassuna, foi detido pela Polícia Federal durante a Operação Sanguessuga, em 4 de maio. É acusado de corrupção passiva, crime contra a ordem tributária, lavagem de dinheiro e formação de quadrilha.
9. Francisco Machado Filho, assessor do deputado Nilton Capixaba (PTB-RO), foi detido pela Polícia Federal durante a Operação Sanguessuga, em 4 de maio. É acusado de corrupção passiva, fraude em licitação, lavagem de dinheiro, crime contra ordem tributária e formação de quadrilha.
10. Marco Antônio Lopes, assessor da deputada Elaine Costa (PTB-RJ), que está licenciada, também foi detido pela durante a Operação Sanguessuga em 4 de maio, sob as acusações de fraude em licitação, advocacia administrativa, corrupção passiva e formação de quadrilha.
11. Nívea Martins de Oliveira, assessora da deputada Elaine Costa (PTB-RJ), que está licenciada, foi detida pela Polícia Federal na Operação Sanguessuga em 4 de maio. É acusada de fraude em licitação, corrupção passiva e formação de quadrilha.
12. Octávio José Bezerra, assessor da deputada Edna Macedo (PTB-SP), detido durante a Operação Sanguessuga em 4 de maio. É acusado de corrupção passiva e formação de quadrilha, fraude em licitação e lavagem de dinheiro.
13. Pedro Braga de Souza Júnior, assessor do deputado Eduardo Seabra (PTB-AP), detido durante a Operação Sanguessuga em 4 de maio. É acusado de corrupção passiva, fraude em licitação e formação de quadrilha.
14. Régis de Moraes Galheno, assessor do deputado João Mendes de Jesus (PSB-RJ), foi detido pela Polícia Federal pela Operação Sanguessuga em 4 de maio, acusado de corrupção passiva, fraude em licitação e formação de quadrilha.
15. Paulo Baltazar, líder do PSB na Câmara dos Deputados, é afastado do cargo.[3]

### Junho
1. Mário Negromonte, deputado do PP-BA, foi citado por duas integrantes da quadrilha dos sanguessugas como sendo um dos parlamentares autores de emendas favoráveis ao grupo. Através de grampo telefônico, a Polícia Federal constatou que Luiz Antônio Vedoin, dono da Planam, empresa acusada de liderar a máfia das ambulâncias, e o ex-deputado Ronivon Santiago, preso na operação, comemoraram a eleição de Negromonte para líder do PP na Câmara. O Ministério Público chegou a pedir abertura de um inquérito mas, por falta de provas, acabou desistindo do caso, que acabou arquivado pelo STF em 2007.
2. Benedito de Lira, deputado do PP-AL e presidente do PP. Saiu em 22 de maio, no primeiro dia do trabalho da CPI das Sanguessugas, depois que seu nome foi incluído na lista de 283 parlamentares envolvidos no superfaturamento das compras das ambulâncias.[carece de fontes?]

### Julho
1. João Caldas, deputado do PSDB-AL.[4] Comunicou o afastamento da 4ª mesa da CPI das Sanguessugas ao presidente da Câmara dos Deputados, Aldo Rebelo-PC do B. Em 10 de julho foi incluído na lista de 15 parlamentares envolvidos no superfaturamento das compras das ambulâncias.
2. Nilton Capixaba, deputado do PTB-RO. Comunicou o afastamento da 2ª mesa da CPI das Sanguessugas ao presidente da Câmara, Aldo Rebelo. Ele aparece na lista de 15 parlamentares envolvidos no superfaturamento das compras das ambulâncias em 11 de julho. Segundo os Vedoin, Nilton Capixaba recebeu propina de 646.000 reais para favorecer a quadrilha. Ele deixou a Mesa da Câmara, mas escapou da cassação. Não se elegeu em 2006  mas continuou usando apartamento funcional, segundo a Folha de S.Paulo mostrou em 2007. Em outubro de 2008, o Ministério Público em Mato Grosso denunciou Capixaba e outros cinco parlamentares como integrantes do braço político da máfia dos sanguessugas, acusando-os de corrupção passiva, lavagem de dinheiro, fraude e formação de quadrilha. Em 2010, Capixaba ganhou novo mandato de deputado federal e voltou a gozar de foro especial por prerrogativa de função. O processo foi então devolvido ao STF, onde corre sob segredo de Justiça.[1]
3. Emerson Kapaz, empresário e ex-deputado, pediu licença da presidência do Etco (Instituto Brasileiro de Ética Concorrencial) no dia 26 de julho, após denúncias sobre seu suposto envolvimento com a Planam. Kapaz aparece entre os investigados pela CPI das Sanguessugas. Era um dos arrecadadores da campanha do candidato à presidência pelo PSDB, Geraldo Alckmin, especialmente entre o empresariado paulista, que o comando da campanha afastou o ex-deputado da função.[5]
4. Josias Quintal, deputado do PSB-RJ. Pediu o afastamento da Câmara dos Deputados em 29 de julho, depois de ser acusado de ser um dos deputados sanguessugas.

### Agosto
1. Fernando Estima, o deputado do PPS-SP. Foi afastado pelo presidente nacional do PPS, deputado Roberto Freire (PE) do partido, até que a comissão de ética da legenda encerre as investigações sobre a suposta participação dele no esquema das sanguessugas, em 1º de agosto. Estima é o primeiro parlamentar supostamente envolvido com o esquema a ser punido politicamente.[6]
2. Domiciano Cabral, deputado do PSDB-PB. O Conselho de Ética do PSDB decide por 6 a zero, expulsar o deputado do partido, em 2 de agosto. Ele foi o primeiro deputado ser expulso do partido, após ter sido acusado de envolvimento no escândalo das ambulâncias. A expulsão impediu que ele se candidatasse em 2006.[7]
3. Pastor Heleno Silva, deputado do PL-SE, anunciou a desistência de disputar a reeleição devido a acusações, feitas por Luiz Antônio Vedoin à CPI, de ter recebido dinheiro do esquema.
4. Serys Slhessarenko, senadora do PT-MT, anunciou a saída do Conselho de Ética na CPI das Sanguessugas em 11 de agosto, um dia depois de ser incluída na lista dos 72 parlamentares que a CPI pede para serem cassados (69 deputados e 3 senadores). No dia 17 de agosto, a senadora renuncia à vaga no Conselho de Ética, alegando não querer constranger a comissão, mas negou as acusações.[8] No dia 1º de outubro, Slhessarenko não conseguiu se eleger governadora do estado de Mato Grosso.
5. Ney Suassuna, senador do PMDB-PB. O senador pede licença à presidência do partido e é substituído por Wellington Salgado, de Minas Gerais, em 14 de agosto. Suassuna aparece na lista dos 72 parlamentares que a CPI das Sanguessugas pede que tenham os mandatos cassados.[9] No dia 1º de outubro, não conseguiu se reeleger como senador pela Paraíba.
6. Coriolano Sales, deputado do PFL-BA, renunciou ao mandato de deputado em 15 de agosto. Sales foi o primeiro parlamentar a renunciar ao mandato após o envolvimento com o escândalo das ambulâncias. Ele também foi incluído entre os 72 parlamentares cujos mandatos deveriam ser cassados, segundo a CPI das Sanguessugas. Sales renunciou oficialmente em 21 de agosto, quatro minutos antes da meia-noite - limite dado pela CPI para que os parlamentares renunciassem.
7. Lino Rossi, deputado do PP-MT, foi o segundo parlamentar a renunciar ao mandato (em 15 de agosto), por envolvimento no escândalo das ambulâncias. Incluído na lista dos 72 parlamentares a serem cassados, conforme a CPI das Sanguessugas. Com a renúncia ele poderia se candidatar mas, caso eleito, não escaparia da cassação em 2007.
8. Ildeo Araújo, deputado do PP-SP, afastado pelo Conselho de Ética da Câmara em 16 de agosto, por estar na lista de cassação da CPI das Sanguessugas, em razão do seu envolvimento com a máfia das ambulâncias.[10]
9. Josué Bengston, deputado federal do PTB-PA, anuncia a desistência da reeleição em 16 de agosto, por está na lista de cassação de 69 acusados pela CPI, por envolvimento com a máfia das ambulâncias.[11]
10. Osmânio Pereira, deputado federal do PTB-MG, anuncia a desistência da reeleição em 18 de agosto. Ele aparece na lista dos parlamentares suspeitos de irregularidades com a compra de ambulâncias apuradas pela CPI dos Sanguessugas.[12] Por Paulo Peixoto. Folha de S.Paulo, 18 de agosto de 2006
11. Marcelino Fraga, deputado do PMDB-ES, renunciou ao mandato para escapar da cassação, por estar envolvido nas sanguessugas, faltando 5 minutos para meia-noite, no dia 21 de agosto.
12. Almir Moura, deputado do PFL-RJ. Foi expulso do partido pelo presidente do PFL, o senador Jorge Borhaunsen, de Santa Catarina, após inocentar 4 deputados, em 29 de agosto. A expulsão do deputado impede que ele candidate à reeleição de 2006.[13]